# Lorenzo Delleani
Lorenzo Delleani (Pollone, 17 de enero de 1840 – Turín, 13 de noviembre de 1908) fue un pintor italiano.

## Biografía
Estudió en la Academia Albertina de Turín, alumno de Cesare Gamba e Carlo Arienti. Al principio, se dedicó a la pintura de historia recibiendo múltiples reconocimientos oficiales. En1874 expone en el Salón de París. Hacia fines de la década de los 70 se percibe un cambio progresivo de sus capacidades expresivas y su repertorio temático, hacia una renovada atención al estudio del verdadero paisaje. Con el inicio de los ochenta se dedica exclusivamente a la pintura en plein air, utilizando pinceladas densas que capturan la luz, adoptando como tema preferido paisajes piamonteses mostrados a través de los cambios de luz y de las estaciones.
En 1899 participa en Tercera Exposición Internacional de Arte de Venecia.
Su participación en la Bienal de Venecia en el año 1905 con alrededor de cuarenta obras y su participación en la Exposición Internazionale de Arte de Mónaco, en el mismo año, marcaron el éxito internacional del artista.
En Turín se ha nombrado una calle en su honor. El mismo reconocimiento ha recibido de las ciudades de Biella, Novara, Chieri, Santena y Milán.

## Obra
Entre sus obras, se encuentran numerosos paisajes de montaña, caracterizados por colores brillantes y por una pincelada da colori brillanti e da una pennellata pastosa y rápida. Particularmente apreciadas por los coleccionistas son las obras del periodo entre 1883-1889. A Delleani no le gustaba pintar la ciudad sino paisajes naturales, sobre todo de la zona de Biella. Sus lugares preferidos fueron Turín, donde pasó muchos inviernos, Biella, Pollone y el castillo de Miradolo, casa del conde Cacherano di Bricherasio y en particular de la condesa Sofía, su alumna predilecta.
En el centenario de su muerte, se han establecido, al mismo tiempo y de manera coordinada, tres importantes muestras de su obra: "Delleani ed il suo tempo" en el Palacio Bricherasio en Turín, "Delleani ed il cenacolo di Sofia di Bricherasio" en el Castello de Miradolo en San Secondo di Pinerolo y "Delleani la vita e le opere" en el Museo del Territorio Biellese en Biella.

## Galería

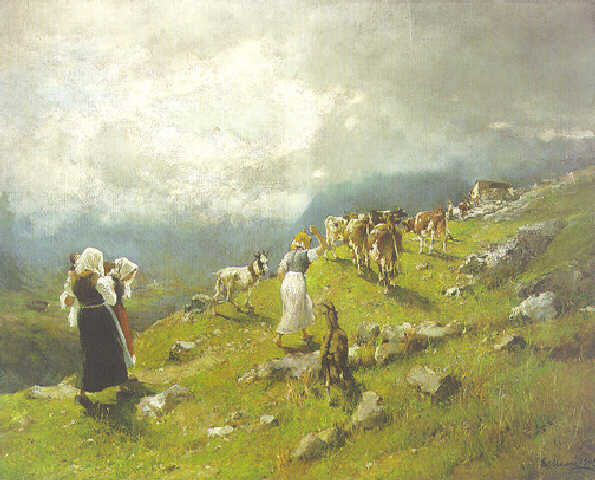
Primavera in alta montagna, 1904 - 1905
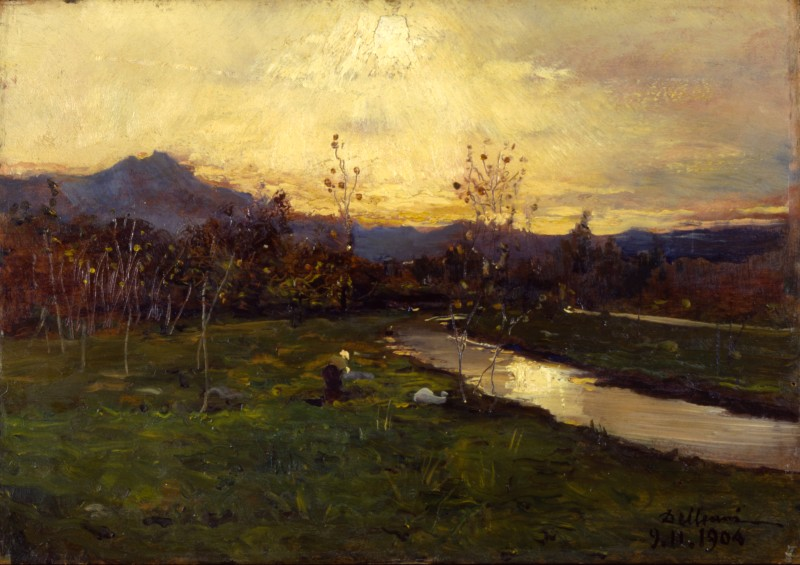
Autunno dorato o Tramonto a novembre, 1904 (Fondazione Cariplo)
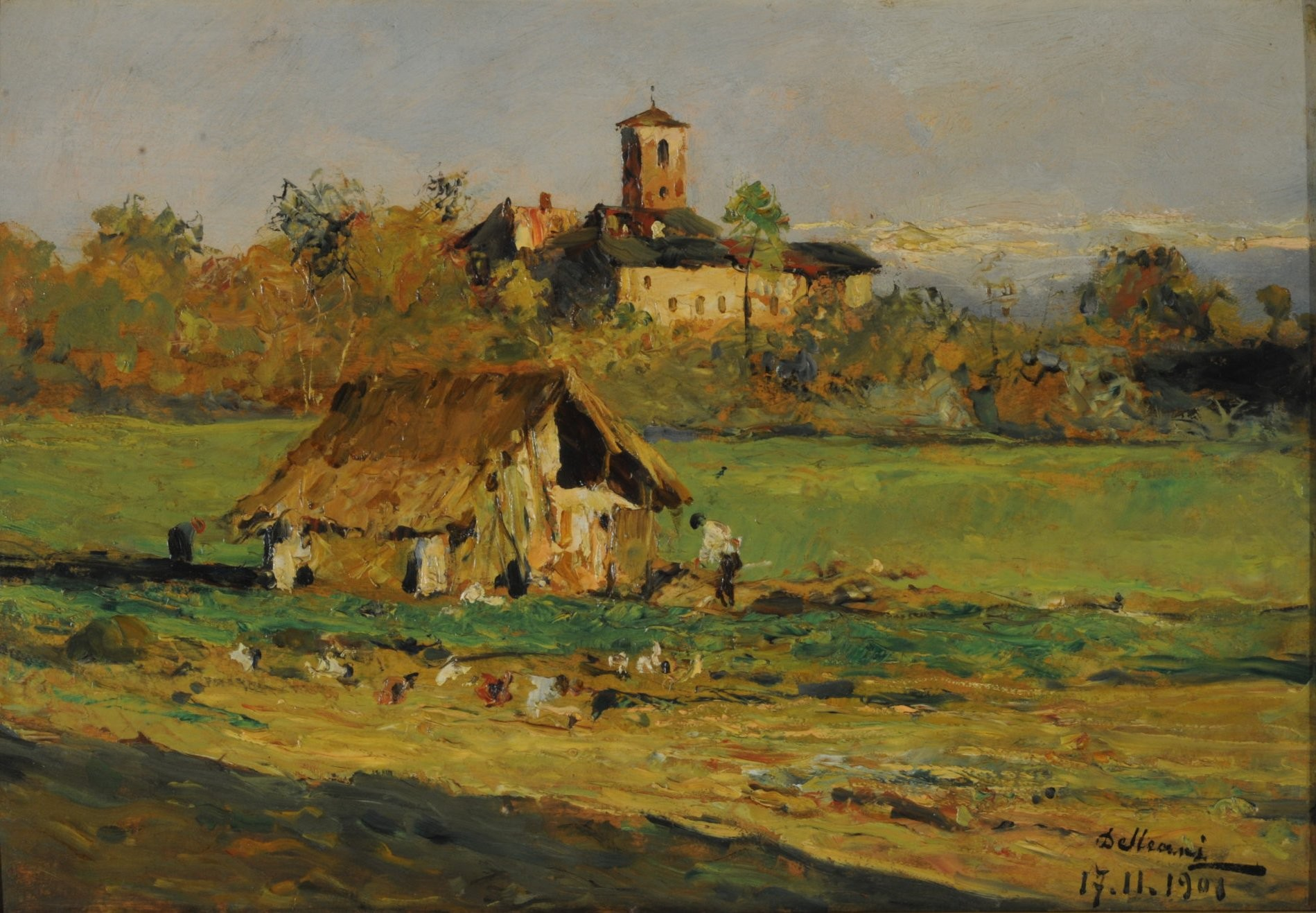
Nei dintorni di Torino, 1901. Museo Nacional de Bellas Artes, Argentina.